# Rampieux
Rampieux ist eine französische Gemeinde im Département Dordogne in der Region Nouvelle-Aquitaine. Sie hat eine Fläche von 11,82 km² und 139 Einwohner (2022).
Nachbargemeinden sind Sainte-Croix, Lolme, Lavalade, und Saint-Cassien, Tourliac, Rayet und Beaumontois en Périgord.

## Bevölkerungsentwicklung
| Jahr                      | 1962 | 1968 | 1975 | 1982 | 1990 | 1999 | 2005 | 2010 | 2015 | 2019 |
| ------------------------- | ---- | ---- | ---- | ---- | ---- | ---- | ---- | ---- | ---- | ---- |
| Einwohner                 | 178  | 168  | 154  | 155  | 155  | 162  | 160  | 136  | 149  | 145  |
| Quelle: Cassini und INSEE |      |      |      |      |      |      |      |      |      |      |

## Sehenswürdigkeiten
- Kirche St-Pierre-ès-Liens (St. Peter in Ketten)

## Weblinks

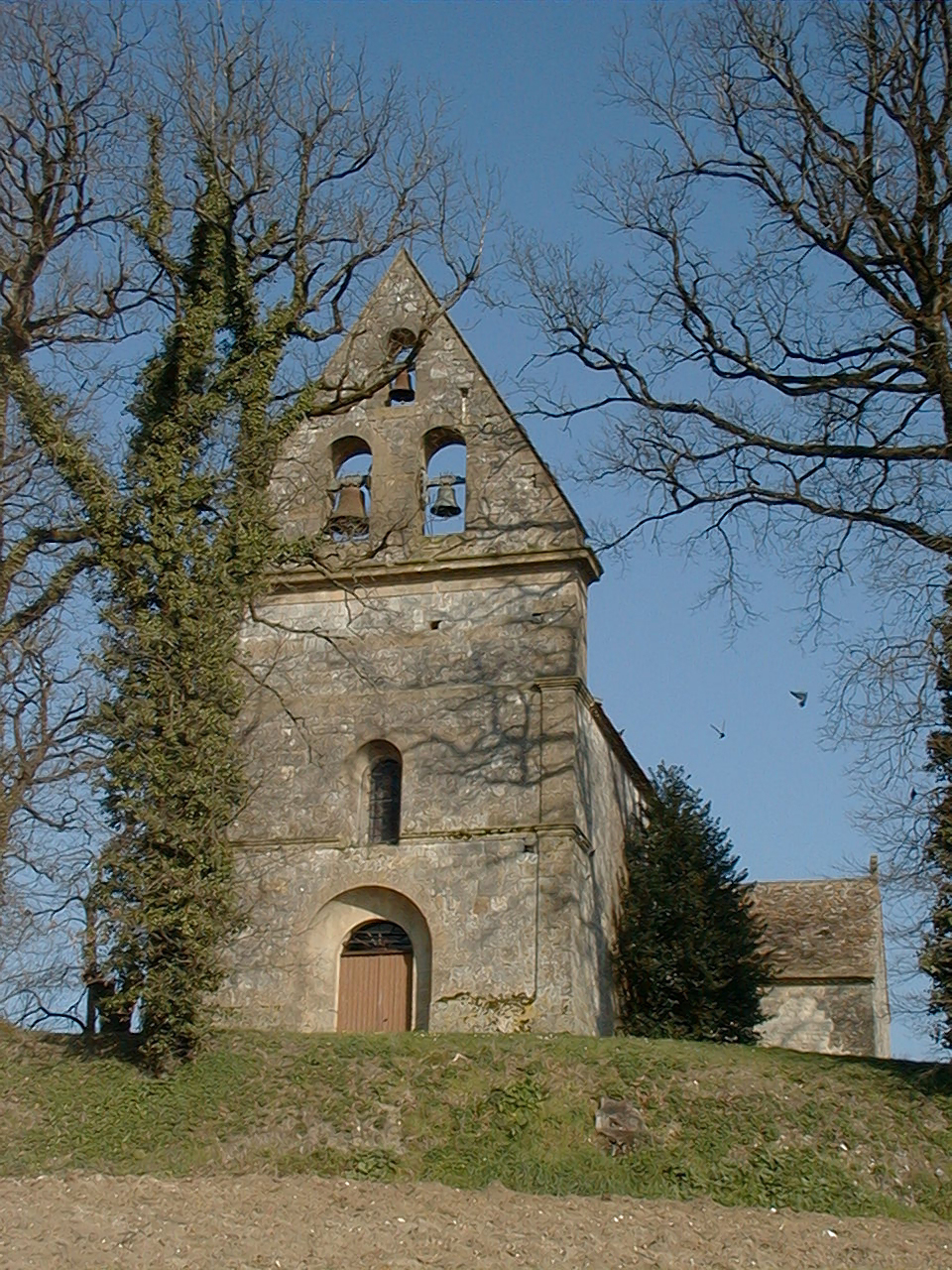
Kirche St-Pierre-ès-Liens